# NYJTL Bronx Open
Il NYJTL Bronx Open, noto precedentemente come Emblem Health Bronx Open per motivi di sponsorizzazione, è un torneo femminile di tennis giocato a New York negli Stati Uniti. Ha fatto parte dell'ITF Women's Circuit dal 1996 al 2012 e di nuovo nel 2022. Nel 2019 ha rimpiazza la Bell Challenge come torneo International, ed è stato disputato nella settimana precedentemente occupata da Premier di New Haven.

## Albo d'oro

### Singolare
| Anno                  | Campionessa                              | Finalista                                | Punteggio                                |
| --------------------- | ---------------------------------------- | ---------------------------------------- | ---------------------------------------- |
| 2023                  | Non disputato                            | Non disputato                            | Non disputato                            |
| 2022                  | Kamilla Rakhimova                        | Mirjam Björklund                         | 6–2, 6–3                                 |
| ↑ ITF 60K ↑           |                                          |                                          |                                          |
| 2021- 2020            | Annullato per la pandemia di coronavirus | Annullato per la pandemia di coronavirus | Annullato per la pandemia di coronavirus |
| 2019                  | Magda Linette                            | Camila Giorgi                            | 5–7, 7–5, 6–4                            |
| ↑ WTA International ↑ |                                          |                                          |                                          |
| 2018- 2013            | Non disputato                            | Non disputato                            | Non disputato                            |
| 2012                  | Romina Oprandi                           | Anna Čakvetadze                          | 5–7, 6–3, 6–3                            |
| 2011                  | Andrea Hlaváčková                        | Mona Barthel                             | 7–6(8), 6–3                              |
| ↑ ITF 50K event ↑     |                                          |                                          |                                          |
| 2010                  | Anna Čakvetadze                          | Sofia Arvidsson                          | 4–6, 6–2, 6–2                            |
| 2009                  | Tatjana Maria                            | Kristina Barrois                         | 6–1, 6–4                                 |
| ↑ ITF 100K+H ↑        |                                          |                                          |                                          |
| 2008                  | Elena Bovina                             | Anna-Lena Grönefeld                      | 6–3, 7–5                                 |
| 2007                  | Casey Dellacqua                          | Ahsha Rolle                              | 7–5, 2–0 ritirata                        |
| 2006                  | Ol'ga Alekseevna Pučkova                 | Tat'jana Puček                           | 6–3, 6–1                                 |
| 2005                  | Sybille Bammer                           | Camille Pin                              | 3–6, 6–4, 6–4                            |
| 2004                  | Evgenija Lineckaja                       | Nuria Llagostera Vives                   | 4–6, 6–3, 6–4                            |
| 2003                  | Zheng Jie                                | Marija Kirilenko                         | 4–6, 6–4, 6–4                            |
| 2002                  | Ashley Harkleroad                        | Ľubomíra Kurhajcová                      | 6–1, 6–3                                 |
| 2001                  | Barbara Schwartz                         | Martina Müller                           | 5–7, 6–3, 7–6(3)                         |
| 2000                  | Daniela Hantuchová                       | Yi Jingqian                              | 6–4, 6–4                                 |
| 1999                  | Erika de Lone                            | Els Callens                              | 6–1, ritirata                            |
| ↑ ITF 50K ↑           |                                          |                                          |                                          |
| 1998                  | Sarah Pitkowski-Malcor                   | Cara Black                               | 6–3, 7–5                                 |
| 1997                  | Rachel McQuillan                         | Erika de Lone                            | 6–1, 6–4                                 |
| 1996                  | Virginia Ruano Pascual                   | Amélie Mauresmo                          | 6–4, 6–3                                 |
| ↑ ITF 25K event ↑     |                                          |                                          |                                          |

### Doppio
| Anno                  | Campionesse                              | Finaliste                                 | Punteggio                                |
| --------------------- | ---------------------------------------- | ----------------------------------------- | ---------------------------------------- |
| 2023                  | Non disputato                            | Non disputato                             | Non disputato                            |
| 2022                  | Anna Blinkova Simona Waltert             | Han Na-lae Hiroko Kuwata                  | 6–3, 6–3                                 |
| ↑ ITF 60K ↑           |                                          |                                           |                                          |
| 2021- 2020            | Annullato per la pandemia di coronavirus | Annullato per la pandemia di coronavirus  | Annullato per la pandemia di coronavirus |
| 2019                  | Darija Jurak María José Martínez Sánchez | Margarita Gasparyan Monica Niculescu      | 7–5, 2–6, [10–7]                         |
| ↑ WTA International ↑ |                                          |                                           |                                          |
| 2018- 2013            | Non disputato                            | Non disputato                             | Non disputato                            |
| 2012                  | Shūko Aoyama Erika Sema                  | Eri Hozumi Miki Miyamura                  | 6–4, 7–6(4)                              |
| 2011                  | Megan Moulton-Levy Ahsha Rolle           | Han Xinyun Jing-Jing Lu                   | 6–3, 7–6(5)                              |
| ↑ ITF 50K event ↑     |                                          |                                           |                                          |
| 2010                  | Kristina Barrois Yvonne Meusburger       | Natalie Grandin Abigail Spears            | 1–6, 6–4, [15–13]                        |
| 2009                  | Anna-Lena Grönefeld Vania King           | Julie Coin Marie-Ève Pelletier            | 6–0, 6–3                                 |
| ↑ ITF 100K+H ↑        |                                          |                                           |                                          |
| 2008                  | Raquel Kops-Jones Abigail Spears         | Angela Haynes Ahsha Rolle                 | 6–4, 6–3                                 |
| 2007                  | Lucie Hradecká Urszula Radwańska         | Marija Korytceva Dar'ja Kustova           | 6–3, 1–6, 6–1                            |
| 2006                  | Julie Ditty Natalie Grandin              | Lucie Hradecká Michaela Paštiková         | 6–1, 7–6(2)                              |
| 2005                  | Li Ting Sun Tiantian                     | Tat'jana Puček Nastas'sja Jakimava        | 2–6, 6–2, 6–4                            |
| 2004                  | Li Na Liu Nannan                         | Jessica Lehnhoff Christina Wheeler        | 5–7, 6–3, 6–3                            |
| 2003                  | Julija Bejhel'zymer Tat'jana Puček       | Mara Santangelo Selima Sfar               | 6–4, 7–5                                 |
| 2002                  | Maret Ani Flavia Pennetta                | Shinobu Asagoe Nana Miyagi                | 6–4, 6–1                                 |
| 2001                  | Clarisa Fernández Rika Fujiwara          | Kristie Boogert Els Callens               | 2–6, 7–6(3), 6–4                         |
| 2000                  | Surina de Beer (2) Nana Miyagi (2)       | Alexandra Fusai Émilie Loit               | 5–7, 6–4, 6–4                            |
| 1999                  | Surina de Beer (1) Nana Miyagi (1)       | Seda Noorlander Patricia Wartusch         | 3–6, 6–0, 6–3                            |
| ↑ ITF 50K ↑           |                                          |                                           |                                          |
| 1998                  | Julie Pullin Lorna Woodroffe             | Christína Papadáki Sarah Pitkowski-Malcor | 6–3, 6–1                                 |
| 1997                  | Rachel McQuillan Lisa McShea             | Shirli-Ann Siddall Lorna Woodroffe        | 6–2, 6–1                                 |
| 1996                  | Nanne Dahlman Clare Wood                 | Liezel Huber Christína Papadáki           | 6–2, 6–3                                 |
| ↑ ITF 25K event ↑     |                                          |                                           |                                          |